# Deportivo Celta
El Deportivo Celta (usualmente llamado Celta) fue un club profesional de fútbol. Tenía como sede la ciudad de Caracas y disputaba sus partidos en el Estadio Olímpico de la UCV.

## Historia
Fue fundado en 1959 por gallegos que le dieron el nombre como referencia al equipo Celta de Vigo en España, de donde venían.

Los “gallegos” jugaron seis partidos entre primera y segunda ronda. En la primera, disputaron tres habiendo marcado tres goles y recibido nueve. En la segunda empeoró el desempeño. El Deportivo Celta perdió también sus tres compromisos, pero con saldo de tres goles a favor y doce en contra.Victor Grao

El Deportivo Celta participó solamente en el Campeonato de Primera División de 1960. Jugó pocos partidos y los perdió todos.
En 1959 el Celta de Caracas jugó en la Copa Venezuela, logrando imponerse al La Salle FC por 2:0 en partido inaugural. Al año siguiente repitió su participación en la misma Copa, pero con malos resultados.
El "Celta" de Caracas, como era llamado, en 1963 vendió su franquicia al Deportivo Galicia. En efecto, a principios de los sesenta fueron desapareciendo pequeños equipos de colonia, como el "Deportivo Celta" (precursor del Deportivo Galicia) y el "Catalonia". 